# Tsakli

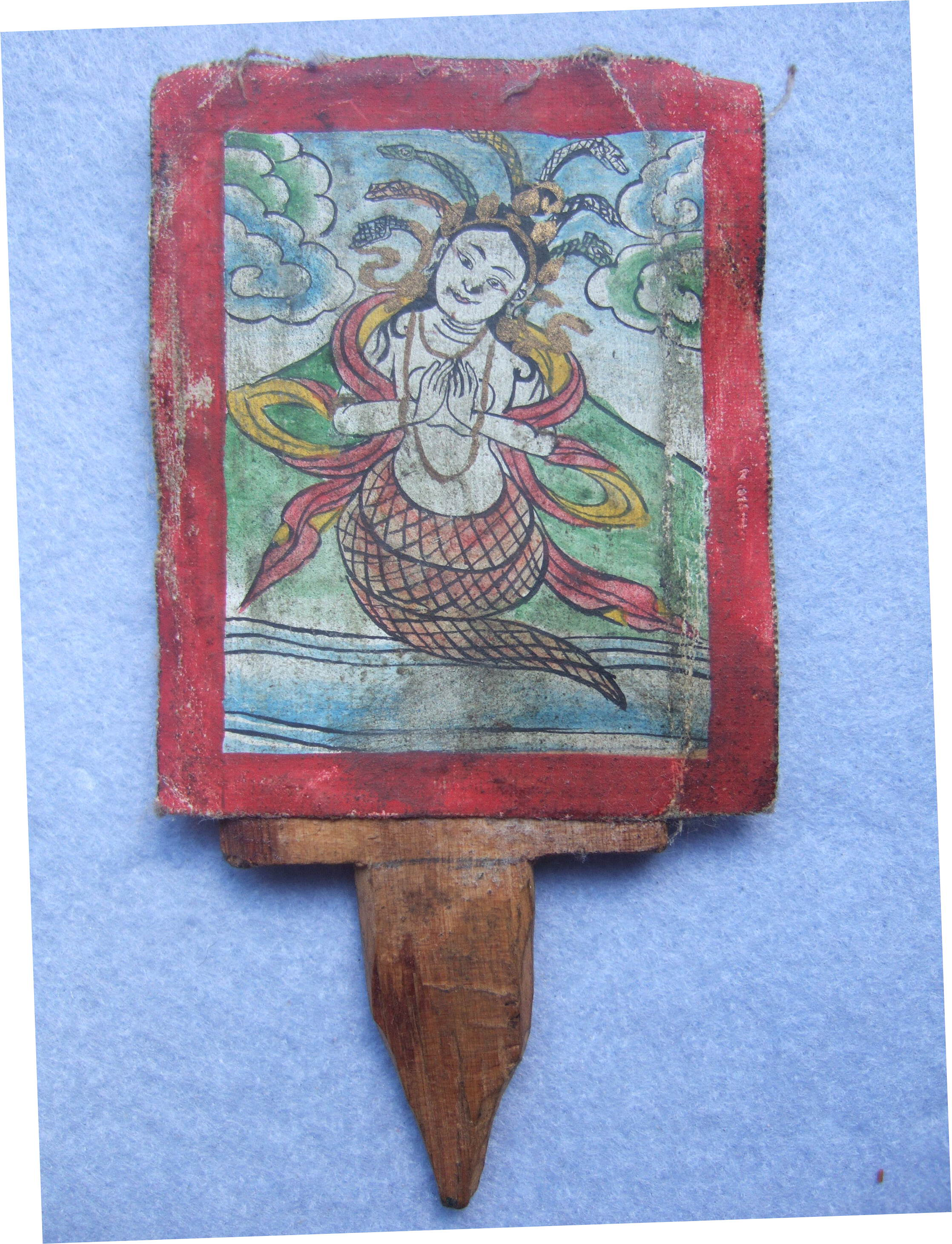
Tsakli, ca. 20e eeuw

Een tsakli, ook wel tsakali is een Tibetaanse miniatuurschildering die meestal wordt geschilderd in een thematische groep of set. Tsakli's worden gebruikt voor Tibetaans boeddhistische rituelen.
De onderwerpen van een tsakli zijn vergelijkbaar met de thangka's, de bekendere Tibetaanse schilderingen. Op de taskli worden veelal boeddhistische goden of rituele objecten getoond. In sommige gevallen wordt aan de achterzijde de voorstelling aan de voorzijde beschreven.
De meeste tsakli's zijn geschilderd op doek of karton. Er bestaan ook tsakli's die met blokdruk zijn bedrukt.

## Beschermrelikwie
Een set met tsakli's kan bestaan uit zes tot honderd kleine schilderingen of andere voorwerpen die worden gebruikt als offer in tempels en tijdens rituelen.
De tsakli's dienen als bescherming, bijvoorbeeld voordat er wordt begonnen aan de bouw van een tempel. Ter voorbereiding wordt de omgeving gemarkeerd met tsakli's met de uitbeeldingen van beschermheiligen. In deze gevallen worden ze op houten stokken gezet.
Een tsakli kan geschilderd worden op een verplaatsbare schrijn of doos (Tibetaans: gau), waarna het dient als een middel voor bescherming voor reizigers of pelgrims in Tibet die het om hun nek of schouders dragen.
Taskli's worden ook gebruikt in de Tibetaanse geneeskunde. Een boeddhistisch lama gebruikt de tsakli dan om de kwade invloeden te verwijderen rondom een ziek persoon, een boom die geen vruchten draait of net voor de opslag van graan in een schuur.